# Großer Preis von Großbritannien 2021
Der Große Preis von Großbritannien 2021 (offiziell Formula 1 Pirelli British Grand Prix 2021) fand am 18. Juli auf dem Silverstone Circuit in Silverstone statt und war das zehnte Rennen der Formel-1-Weltmeisterschaft 2021.

## Bericht

### Hintergründe
Nach dem Großen Preis von Österreich führte Max Verstappen in der Fahrerwertung mit 32 Punkten vor Lewis Hamilton und mit 78 Punkten vor Sergio Pérez. In der Konstrukteurswertung führte Red Bull Racing mit 44 Punkten vor Mercedes und mit 145 Punkten vor McLaren.
Beim Großen Preis von Großbritannien stellte Pirelli den Fahrern die Reifenmischungen P Zero Hard (weiß, Mischung C1), P Zero Medium (gelb, C2) und P Zero Soft (rot, C3) sowie für Nässe Cinturato Intermediates (grün) und Cinturato Full-Wets (blau) zur Verfügung.
Im Rahmen des Grand Prix wurde erstmals ein Sprint-Qualifying ausgetragen. Am Freitag fand lediglich ein einstündiges freies Training statt, bevor am selben Tag das Qualifying im üblichen Modus ausgetragen wurde. Das Ergebnis des Qualifyings bestimmte die Startreihenfolge für das am Samstag stattfindende Sprintrennen über eine Distanz von 100 Kilometer, das ohne Pflicht-Boxenstopp absolviert wurde. Am Samstagmorgen vor dem Sprintrennen fand ein zweites freies Training statt. Die Platzierungen im Sprintrennen bestimmten die Startaufstellung für den Grand Prix am Sonntag. Für die drei bestplatzierten Fahrer des Sprintrennens wurden zusätzliche Weltmeisterschaftspunkte für Fahrer- und Konstrukteurswertung vergeben: Der Sieger erhielt drei, der Zweitplatzierte zwei und der Drittplatzierte einen Punkt.
Lando Norris, Pérez (jeweils acht), Nicholas Latifi, Kimi Räikkönen, George Russell, Sebastian Vettel (jeweils sechs), Antonio Giovinazzi, Nikita Masepin (jeweils fünf), Lance Stroll, Yuki Tsunoda (jeweils vier), Valtteri Bottas, Hamilton, Charles Leclerc (jeweils zwei), Pierre Gasly, Esteban Ocon, Daniel Ricciardo und Carlos Sainz jr. (jeweils einer) gingen mit Strafpunkten ins Rennwochenende.
Mit Hamilton (siebenmal), Fernando Alonso, Vettel (jeweils zweimal) und Räikkönen (einmal) traten vier ehemalige Sieger zu diesem Grand Prix an.

### Erstes Freies Training
Verstappen erzielte mit einer Rundenzeit von 1:27,035 Minuten die Bestzeit vor Norris und Hamilton.

### Qualifying
Das Qualifying bestand aus drei Teilen mit einer Nettolaufzeit von 45 Minuten. Im ersten Qualifying-Segment (Q1) hatten die Fahrer 18 Minuten Zeit, um sich für das folgende Sprint-Qualifying zu qualifizieren. Alle Fahrer, die im ersten Abschnitt eine Zeit erzielten, die maximal 107 Prozent der schnellsten Rundenzeit betrug, qualifizierten sich. Die besten 15 Fahrer erreichten den nächsten Teil. Verstappen war mit 1:26,751 Schnellster. Die Haas-Piloten, Latifi, Räikkönen und Tsunoda schieden aus.
Der zweite Abschnitt (Q2) dauerte 15 Minuten. Die schnellsten zehn Piloten qualifizierten sich für den dritten Teil des Qualifyings und mussten mit den hier verwendeten Reifen das Rennen starten, alle anderen hatten freie Reifenwahl für den Rennstart. Hamilton war Schnellster. Stroll, Giovinazzi, Ocon, Gasly und Alonso schieden aus.
Der letzte Abschnitt (Q3) ging über eine Zeit von zwölf Minuten, in denen die ersten zehn Startpositionen vergeben wurden. Hamilton fuhr mit einer Rundenzeit von 1:26,134 Minuten die Bestzeit vor Verstappen und Bottas.

### Zweites Freies Training
Verstappen erzielte in 1:29,902 Minuten die Bestzeit vor Leclerc und Sainz jr.

### Sprint
Hamilton verlor am Start gegen Verstappen, welcher die Führung übernahm. Verstappen hatte bei den kühleren Temperaturen des Qualifyings Schwierigkeiten, die Reifen seines Autos auf Temperatur zu bringen, aber beim Sprint war es viel wärmer. Bottas und Leclerc blieben für die Dauer des Sprints auf den Startplätzen drei und vier. Alonso fuhr in der ersten Runde vom elften auf den fünften Platz vor, während Masepin seinen Haas-Teamkollegen Schumacher traf, was dazu führte, dass Masepin sich auf der Strecke drehte. Ebenfalls in der ersten Runde kam es zu einer Berührung zwischen Russell und Sainz jr., was dazu führte, dass Sainz jr. auf den 19. Platz zurückfiel. Russell wurde von der FIA mit einer Strafe von drei Startplätzen für das Rennen belegt. Der nächste größere Zwischenfall ereignete sich, als Pérez in Runde 5 die Kontrolle über sein Auto verlor und ins Kiesbett schleuderte. Er konnte weiterfahren, schied aber später in Runde 16 aus. Alonso, der den Sprint als Siebter beendete, erhielt eine Verwarnung, weil er sich in der Bremszone bewegte, worauf er antwortete, dass er beabsichtige, für den Rest des Jahres so weiterzufahren. Alonso wurde von den beiden McLaren-Fahrern ohne großen Widerstand überholt, da sie schnellere Autos als er hatten, konnte dann aber Vettel aufhalten.
Verstappen gewann das Sprint-Qualifying, welches über 17 Runden ging, vor Hamilton und Bottas.

### Rennen
Hamilton hatte einen besseren Start als Verstappen, und sie fuhren Seite an Seite durch die erste Kurve, wobei sie in der ersten Hälfte der Runde hart um die Führung kämpften. Ein besserer Ausgang aus der vierten Kurve ermöglichte es Hamilton, in der sechsten Kurve kurzzeitig die Nase vorne zu haben, aber Verstappen konnte innen wieder vorbeikommen, wobei Hamilton dann aus der siebten Kurve heraus schneller beschleunigte als Verstappen. Hamilton kollidierte mit Verstappen in der Copse-Kurve, wobei Verstappens rechter Hinterreifen von der Felge gerissen wurde. Verstappen rutschte seitlich über das Kiesbett an der Außenseite der Strecke und kollidierte mit mindestens 290 km/h (180 mph) mit dem Reifenstapel. Bei dem Unfall wurde nach Verstappens Ausfall eine rote Flagge gehisst und das Rennen für 15 Minuten unterbrochen, während Verstappens Auto geborgen und die Reifenwand repariert wurde. Hamilton erhielt eine Zeitstrafe von zehn Sekunden, weil er die Kollision verursacht hatte, wobei die Sportkommissare entschieden, dass Hamilton überwiegend, aber nicht vollständig, an der Kollision schuld war. Hamiltons Auto wurde während der Pause repariert. Verstappen wurde nach dem seitlichen Aufprall mit 51 g (500 m/s2; 1.600 ft/s2) in die Leitplanken zu vorsorglichen Kontrollen in das medizinische Zentrum der Rennstrecke und anschließend ins Krankenhaus gebracht. Verstappen wurde später in der Nacht aus dem Krankenhaus entlassen, da er nicht ernsthaft verletzt war.
Die Kollision mit Verstappen führte dazu, dass Hamilton an Geschwindigkeit verlor und Leclerc die Führung übernehmen konnte, bevor das Rennen neutralisiert wurde. Hamilton kam als Zweiter an die Box, verbüßte seine Zehn-Sekunden-Zeitstrafe und kam als Vierter zurück. Er überholte schnell Norris’ McLaren und dann seinen Teamkollegen Bottas, der angewiesen wurde, Hamilton vorbeizulassen. Norris erlitt aufgrund eines Problems mit dem rechten Hinterreifen einen langsamen Boxenstopp und landete hinter Bottas auf dem vierten Platz, als er wieder ins Rennen einstieg, wo er für den Rest des Rennens blieb. Norris verlor nach dem Verlassen der Boxengasse weitere Zeit, da er Alonso überholen musste. Bottas‘ Wasserflasche ging während des Rennens kaputt.
Leclerc hatte in der ersten Rennhälfte mit zeitweiligen Leistungsproblemen zu kämpfen, wobei vorübergehende Leistungsausfälle dazu führten, dass der Abstand zwischen ihm und Hamilton bei etwa 1,5 Sekunden lag. Hamilton holte Leclerc in Runde 50 ein, wo er ihn überholte und die Führung übernahm. Hamiltons Angriff auf Leclerc ähnelte dem, den er auf Verstappen machte, aber mit weniger Kraftstoff im Tank und wärmeren Reifen untersteuerte Hamilton dieses Mal nicht und hielt den Scheitelpunkt. Leclerc hatte in der Mitte der Kurve einen kleinen Moment, der dazu führte, dass er am Ausgang weit wegfuhr und Hamilton das Überholen ermöglichte. Leclerc hatte fast das gesamte Rennen über geführt, was angesichts der relativen Geschwindigkeit des Ferrari SF21 im Vergleich zum Mercedes W12 und dem Red Bull RB16B als unerwartet angesehen wurde.
Somit gewann Hamilton das Rennen vor Leclerc und Bottas. Es war Leclercs erste Podiumsplatzierung der Saison. Die restlichen Punkteplatzierungen belegten Norris, Ricciardo, Sainz jr., Alonso, Stroll, Ocon und Tsunoda. Pérez erzielte die schnellste Rennrunde, beendete das Rennen aber nicht unter den ersten Zehn, weswegen er keinen Punkt dafür erhielt.
In der Fahrerwertung verkürzte Hamilton den Rückstand auf Verstappen auf acht Punkte, Norris war nun wieder Dritter. In der Konstrukteurswertung bleiben die ersten drei Positionen unverändert.

## Meldeliste
| Team                           | Nr. | Fahrer             | Chassis                           | Motor                             | Reifen |
| ------------------------------ | --- | ------------------ | --------------------------------- | --------------------------------- | ------ |
| Mercedes-AMG Petronas F1 Team  | 44  | Lewis Hamilton     | Mercedes-AMG F1 W12 E Performance | Mercedes-AMG F1 M12 E Performance | P      |
| Mercedes-AMG Petronas F1 Team  | 77  | Valtteri Bottas    | Mercedes-AMG F1 W12 E Performance | Mercedes-AMG F1 M12 E Performance | P      |
| Red Bull Racing Honda          | 33  | Max Verstappen     | Red Bull Racing RB16B             | Honda RA621H                      | P      |
| Red Bull Racing Honda          | 11  | Sergio Pérez       | Red Bull Racing RB16B             | Honda RA621H                      | P      |
| McLaren F1 Team                | 03  | Daniel Ricciardo   | McLaren MCL35M                    | Mercedes-AMG F1 M12 E Performance | P      |
| McLaren F1 Team                | 04  | Lando Norris       | McLaren MCL35M                    | Mercedes-AMG F1 M12 E Performance | P      |
| Aston Martin Cognizant F1 Team | 18  | Lance Stroll       | Aston Martin AMR21                | Mercedes-AMG F1 M12 E Performance | P      |
| Aston Martin Cognizant F1 Team | 05  | Sebastian Vettel   | Aston Martin AMR21                | Mercedes-AMG F1 M12 E Performance | P      |
| Alpine F1 Team                 | 14  | Fernando Alonso    | Alpine A521                       | Renault E-Tech 20B                | P      |
| Alpine F1 Team                 | 31  | Esteban Ocon       | Alpine A521                       | Renault E-Tech 20B                | P      |
| Scuderia Ferrari               | 16  | Charles Leclerc    | Ferrari SF21                      | Ferrari 065/6                     | P      |
| Scuderia Ferrari               | 55  | Carlos Sainz jr.   | Ferrari SF21                      | Ferrari 065/6                     | P      |
| Scuderia AlphaTauri Honda      | 22  | Yuki Tsunoda       | AlphaTauri AT02                   | Honda RA621H                      | P      |
| Scuderia AlphaTauri Honda      | 10  | Pierre Gasly       | AlphaTauri AT02                   | Honda RA621H                      | P      |
| Alfa Romeo Racing Orlen        | 07  | Kimi Räikkönen     | Alfa Romeo Racing C41             | Ferrari 065/6                     | P      |
| Alfa Romeo Racing Orlen        | 99  | Antonio Giovinazzi | Alfa Romeo Racing C41             | Ferrari 065/6                     | P      |
| Uralkali Haas F1 Team          | 09  | Nikita Masepin     | Haas VF-21                        | Ferrari 065/6                     | P      |
| Uralkali Haas F1 Team          | 47  | Mick Schumacher    | Haas VF-21                        | Ferrari 065/6                     | P      |
| Williams Racing                | 63  | George Russell     | Williams FW43B                    | Mercedes-AMG F1 M12 E Performance | P      |
| Williams Racing                | 06  | Nicholas Latifi    | Williams FW43B                    | Mercedes-AMG F1 M12 E Performance | P      |

## Klassifikationen

### Qualifying
| Pos.                                                                      | Fahrer             | Konstrukteur              | Q1       | Q2       | Q3       | Sprint- Start |
| ------------------------------------------------------------------------- | ------------------ | ------------------------- | -------- | -------- | -------- | ------------- |
| 01                                                                        | Lewis Hamilton     | Mercedes                  | 1:26,786 | 1:26,023 | 1:26,134 | 01            |
| 02                                                                        | Max Verstappen     | Red Bull Racing-Honda     | 1:26,751 | 1:26,315 | 1:26,209 | 02            |
| 03                                                                        | Valtteri Bottas    | Mercedes                  | 1:27,487 | 1:26,764 | 1:26,328 | 03            |
| 04                                                                        | Charles Leclerc    | Ferrari                   | 1:27,051 | 1:26,919 | 1:26,828 | 04            |
| 05                                                                        | Sergio Pérez       | Red Bull Racing-Honda     | 1:27,121 | 1:27,073 | 1:26,844 | 05            |
| 06                                                                        | Lando Norris       | McLaren-Mercedes          | 1:27,444 | 1:27,220 | 1:26,897 | 06            |
| 07                                                                        | Daniel Ricciardo   | McLaren-Mercedes          | 1:27,323 | 1:27,125 | 1:26,899 | 07            |
| 08                                                                        | George Russell     | Williams-Mercedes         | 1:27,671 | 1:27,080 | 1:26,971 | 08            |
| 09                                                                        | Carlos Sainz jr.   | Ferrari                   | 1:27,337 | 1:26,848 | 1:27,007 | 09            |
| 10                                                                        | Sebastian Vettel   | Aston Martin-Mercedes     | 1:27,493 | 1:27,103 | 1:27,179 | 10            |
| 11                                                                        | Fernando Alonso    | Alpine-Renault            | 1:27,580 | 1:27,245 | –        | 11            |
| 12                                                                        | Pierre Gasly       | AlphaTauri-Honda          | 1:27,600 | 1:27,273 | –        | 12            |
| 13                                                                        | Esteban Ocon       | Alpine-Renault            | 1:27,415 | 1:27,340 | –        | 13            |
| 14                                                                        | Antonio Giovinazzi | Alfa Romeo Racing-Ferrari | 1:27,595 | 1:27,617 | –        | 14            |
| 15                                                                        | Lance Stroll       | Aston Martin-Mercedes     | 1:28,017 | 1:27,665 | –        | 15            |
| 16                                                                        | Yuki Tsunoda       | AlphaTauri-Honda          | 1:28,043 | –        | –        | 16            |
| 17                                                                        | Kimi Räikkönen     | Alfa Romeo Racing-Ferrari | 1:28,062 | –        | –        | 17            |
| 18                                                                        | Nicholas Latifi    | Williams-Mercedes         | 1:28,254 | –        | –        | 18            |
| 19                                                                        | Mick Schumacher    | Haas-Ferrari              | 1:28,738 | –        | –        | 19            |
| 20                                                                        | Nikita Masepin     | Haas-Ferrari              | 1:29,051 | –        | –        | 20            |
| 107-Prozent-Zeit: 1:32,823 min (bezogen auf Q1-Bestzeit von 1:26,751 min) |                    |                           |          |          |          |               |

### Sprint
| Pos. | Fahrer             | Konstrukteur              | Runden | Zeit       | Sprint- Start | Renn- start |
| ---- | ------------------ | ------------------------- | ------ | ---------- | ------------- | ----------- |
| 01   | Max Verstappen     | Red Bull Racing-Honda     | 17     | 25:38,426  | 02            | 01          |
| 02   | Lewis Hamilton     | Mercedes                  | 17     | + 1,430    | 01            | 02          |
| 03   | Valtteri Bottas    | Mercedes                  | 17     | + 7,502    | 03            | 03          |
| 04   | Charles Leclerc    | Ferrari                   | 17     | + 11,278   | 04            | 04          |
| 05   | Lando Norris       | McLaren-Mercedes          | 17     | + 24,111   | 06            | 05          |
| 06   | Daniel Ricciardo   | McLaren-Mercedes          | 17     | + 30,959   | 07            | 06          |
| 07   | Fernando Alonso    | Alpine-Renault            | 17     | + 43,527   | 11            | 07          |
| 08   | Sebastian Vettel   | Aston Martin-Mercedes     | 17     | + 44,439   | 10            | 08          |
| 09   | George Russell     | Williams-Mercedes         | 17     | + 46,652   | 08            | 12          |
| 10   | Esteban Ocon       | Alpine-Renault            | 17     | + 47,395   | 13            | 09          |
| 11   | Carlos Sainz jr.   | Ferrari                   | 17     | + 47,798   | 09            | 10          |
| 12   | Pierre Gasly       | AlphaTauri-Honda          | 17     | + 48,763   | 12            | 11          |
| 13   | Kimi Räikkönen     | Alfa Romeo Racing-Ferrari | 17     | + 50,677   | 17            | 13          |
| 14   | Lance Stroll       | Aston Martin-Mercedes     | 17     | + 52,179   | 15            | 14          |
| 15   | Antonio Giovinazzi | Alfa Romeo Racing-Ferrari | 17     | + 53,225   | 14            | 15          |
| 16   | Yuki Tsunoda       | AlphaTauri-Honda          | 17     | + 53,567   | 16            | 16          |
| 17   | Nicholas Latifi    | Williams-Mercedes         | 17     | + 55,162   | 18            | 17          |
| 18   | Mick Schumacher    | Haas-Ferrari              | 17     | + 1:08,213 | 19            | 18          |
| 19   | Nikita Masepin     | Haas-Ferrari              | 17     | + 1:17,648 | 20            | 19          |
| 20   | Sergio Pérez       | Red Bull Racing-Honda     | 16     | DNF        | 05            | Box         |

Anmerkungen
1. ↑  Russell wurde für das Verursachen einer Kollision um drei Startplätze nach hinten versetzt.
2. ↑  Pérez musste aus der Boxengasse starten, da an seinem Wagen Teile ausgetauscht wurden, als er unter Parc-fermé-Bedingungen stand.

### Rennen
| Pos. | Fahrer             | Konstrukteur              | Runden | Stopps | Zeit        | Start | Schnellste Runde |
| ---- | ------------------ | ------------------------- | ------ | ------ | ----------- | ----- | ---------------- |
| 01   | Lewis Hamilton     | Mercedes                  | 52     | 1      | 1:58:23,284 | 02    | 1:29,699 (45.)   |
| 02   | Charles Leclerc    | Ferrari                   | 52     | 1      | + 3,871     | 04    | 1:30,569 (45.)   |
| 03   | Valtteri Bottas    | Mercedes                  | 52     | 1      | + 11,125    | 03    | 1:30,524 (45.)   |
| 04   | Lando Norris       | McLaren-Mercedes          | 52     | 1      | + 28,573    | 05    | 1:31,420 (44.)   |
| 05   | Daniel Ricciardo   | McLaren-Mercedes          | 52     | 1      | + 42,624    | 06    | 1:31,284 (51.)   |
| 06   | Carlos Sainz jr.   | Ferrari                   | 52     | 1      | + 43,454    | 10    | 1:31,223 (51.)   |
| 07   | Fernando Alonso    | Alpine-Renault            | 52     | 1      | + 1:12,093  | 07    | 1:31,698 (48.)   |
| 08   | Lance Stroll       | Aston Martin-Mercedes     | 52     | 1      | + 1:14,289  | 14    | 1:31,992 (48.)   |
| 09   | Esteban Ocon       | Alpine-Renault            | 52     | 1      | + 1:16,162  | 09    | 1:32,210 (48.)   |
| 10   | Yuki Tsunoda       | AlphaTauri-Honda          | 52     | 1      | + 1:22,065  | 16    | 1:30,826 (51.)   |
| 11   | Pierre Gasly       | AlphaTauri-Honda          | 52     | 2      | + 1:25,327  | 11    | 1:30,266 (52.)   |
| 12   | George Russell     | Williams-Mercedes         | 51     | 1      | + 1 Runde   | 12    | 1:32,049 (49.)   |
| 13   | Antonio Giovinazzi | Alfa Romeo Racing-Ferrari | 51     | 1      | + 1 Runde   | 15    | 1:32,346 (49.)   |
| 14   | Nicholas Latifi    | Williams-Mercedes         | 51     | 1      | + 1 Runde   | 17    | 1:32,477 (51.)   |
| 15   | Kimi Räikkönen     | Alfa Romeo Racing-Ferrari | 51     | 1      | + 1 Runde   | 13    | 1:31,895 (48.)   |
| 16   | Sergio Pérez       | Red Bull Racing-Honda     | 51     | 3      | + 1 Runde   | Box   | 1:28,617 (50.)   |
| 17   | Nikita Masepin     | Haas-Ferrari              | 51     | 1      | + 1 Runde   | 19    | 1:32,909 (51.)   |
| 18   | Mick Schumacher    | Haas-Ferrari              | 51     | 1      | + 1 Runde   | 18    | 1:32,826 (50.)   |
| –    | Sebastian Vettel   | Aston Martin-Mercedes     | 40     | 1      | DNF         | 08    | 1:33,059 (35.)   |
| –    | Max Verstappen     | Red Bull Racing-Honda     | 0      | 0      | DNF         | 01    | –                |

## WM-Stände nach dem Rennen
Die ersten drei des Sprint-Qualifyings bekamen 3, 2 bzw. 1 Punkt(e). Die ersten zehn des Rennens bekamen 25, 18, 15, 12, 10, 8, 6, 4, 2 bzw. 1 Punkt(e). Zusätzlich hätte es einen Punkt für die schnellste Rennrunde gegeben, wenn der Fahrer unter den ersten Zehn gelandet wäre.

### Fahrerwertung
| Pos. | Fahrer           | Konstrukteur          | Punkte |
| ---- | ---------------- | --------------------- | ------ |
| 01   | Max Verstappen   | Red Bull Racing-Honda | 185    |
| 02   | Lewis Hamilton   | Mercedes              | 177    |
| 03   | Lando Norris     | McLaren-Mercedes      | 113    |
| 04   | Valtteri Bottas  | Mercedes              | 108    |
| 05   | Sergio Pérez     | Red Bull Racing-Honda | 104    |
| 06   | Charles Leclerc  | Ferrari               | 80     |
| 07   | Carlos Sainz jr. | Ferrari               | 68     |
| 08   | Daniel Ricciardo | McLaren-Mercedes      | 50     |
| 09   | Pierre Gasly     | AlphaTauri-Honda      | 39     |
| 10   | Sebastian Vettel | Aston Martin-Mercedes | 30     |

| Pos. | Fahrer             | Konstrukteur              | Punkte |
| ---- | ------------------ | ------------------------- | ------ |
| 11   | Fernando Alonso    | Alpine-Renault            | 26     |
| 12   | Lance Stroll       | Aston Martin-Mercedes     | 18     |
| 13   | Esteban Ocon       | Alpine-Renault            | 14     |
| 14   | Yuki Tsunoda       | AlphaTauri-Honda          | 10     |
| 15   | Kimi Räikkönen     | Alfa Romeo Racing-Ferrari | 1      |
| 16   | Antonio Giovinazzi | Alfa Romeo Racing-Ferrari | 1      |
| 17   | George Russell     | Williams-Mercedes         | 0      |
| 18   | Mick Schumacher    | Haas-Ferrari              | 0      |
| 19   | Nicholas Latifi    | Williams-Mercedes         | 0      |
| 20   | Nikita Masepin     | Haas-Ferrari              | 0      |

### Konstrukteurswertung
| Pos. | Konstrukteur          | Punkte |
| ---- | --------------------- | ------ |
| 1    | Red Bull Racing-Honda | 289    |
| 2    | Mercedes              | 285    |
| 3    | McLaren-Mercedes      | 163    |
| 4    | Ferrari               | 148    |
| 5    | AlphaTauri-Honda      | 49     |

| Pos. | Konstrukteur              | Punkte |
| ---- | ------------------------- | ------ |
| 06   | Aston Martin-Mercedes     | 48     |
| 07   | Alpine-Renault            | 40     |
| 08   | Alfa Romeo Racing-Ferrari | 2      |
| 09   | Williams-Mercedes         | 0      |
| 10   | Haas-Ferrari              | 0      |